# (12244) Werfel
(12244) Werfel (1988 RY2) – planetoida z grupy pasa głównego asteroid okrążająca Słońce w ciągu 5,39 lat w średniej odległości 3,07 j.a. Odkryta 8 września 1988 roku.